# Canik
Le Canik (en turc : Canik atı) est une race de petits chevaux de selle de type oriental, capables de se déplacer à l'amble, et originaires de Turquie.

## Histoire
Ces chevaux doivent leur nom à la région des montagnes Canik, au centre de la région de la Mer Noire en Turquie. L'origine de la race remonte au milieu du XIXe siècle, lorsque des chevaux de cavalerie originaires du Caucase sont croisés aux ancêtres de cette race, jusqu'alors élevés de façon isolée.

## Description
La base de données DAD-IS et CAB International classent le Canik comme étant une variété du cheval anatolien natif. 
D'après Bonnie Lou Hendricks (université d'Oklahoma, 2007), ces chevaux toisent de 1,34 m à 1,44 m en moyenne, tandis que CAB International (2016) indique une fourchette un peu plus élevée, de 1,37 m à 1,45 m. DAD-IS n'indique qu'une moyenne de 1,35 m chez les femelles.
Présentant le modèle du cheval de selle léger et du cheval oriental, le Canik est réputé pour son élégance. La tête, de taille moyenne et de profil rectiligne, présente des yeux très espacés. La croupe est légèrement inclinée. Jambes et articulations sont particulièrement solides. Les sabots sont réputés pour leur dureté, rendant le ferrage difficile.
Toutes les couleurs de robe simples se rencontrent.
Comme le Rahvan, le Canik est réputé pour sa capacité à se déplacer à un amble à quatre temps, particulièrement rapide.
Ces chevaux sont décrits comme alertes, rapides, très énergiques, et de pied sûr. Cependant, DAD IS signale aussi un « mauvais tempérament » (bad temper). L'élevage s'effectue de manière très extensive, en hardes quasiment sauvages. 

## Diffusion de l'élevage
La race est rare, avec un effectif d'environ 5 000 têtes en 2007 selon Hendricks. Elle est classée localement comme étant menacée d'extinction en 2003, cependant, DAD-IS ne fournit aucun relevé d'effectifs et n'indique pas de niveau de menace. Le Canik est propre à toute la province de Samsun, située au Nord-Est de la Turquie, ce qui inclut les villes de Samsun, Çarşamba, Tokat et Amasya.
L'étude menée par l'Université d'Uppsala, publiée en août 2010 pour la FAO, signale le Canik comme race de chevaux locale asiatique dont le niveau de menace est inconnu.

### lien externe
- (en) « Canik / Turkey (Horse) », Domestic Animal Diversity Information System of the Food and Agriculture Organization of the United Nations (DAD-IS)